# Bellevue (Genève)
Pour les articles homonymes, voir Bellevue.
Bellevue, appelée Bèlaviua en patois genevois, est une commune suisse du canton de Genève.

## Géographie

### Situation
Bellevue mesure 4,35 km2. 42,8 % de cette superficie correspond à des surfaces d'habitat ou d'infrastructure, 40,1 % à des surfaces agricoles, 15,7 % à des surfaces boisées et 1,4 % à des surfaces improductives.
La commune comprend les localités de : Bellevue/Grands-Bois, Le Gobé, Les Grands-Champs, Bellevue/Rives-du-Lac et L'Ermitage.
La commune comprend les hameaux de Colovrex, des Tuileries, de Valavran et du Vengeron.

### Environnement
Le territoire est situé entre le pied du Jura (sur France) et le Léman. Il est bordé ou traversé par plusieurs cours d'eau : au sud le Vengeron et son affluent le Gobé, au nord le nant des Limites, qui a été renaturé en 2017.

### Transports

#### Route
La sortie no 8 de l'autoroute A1 permet d'accéder à Bellevue depuis la direction de Genève-Aéroport. Il n'y a pas de sortie pour les véhicules en provenance ou en direction de Lausanne.

#### Train
La commune de Bellevue est desservie par deux gares CFF, la gare des Tuileries et la gare de Genthod - Bellevue.

#### Bus
Bellevue est desservie par la ligne 50 des Transports publics genevois, avec 5 arrêts dans la commune (dans l'ordre depuis l'Aéroport) : chemin des Clys, Colovrex, Chanâts, Valavran et Vieux-Valavran. La ligne 52 en direction de Collex-Bossy fait 9 arrêts sur la commune : Genthod-Bellevue-Gare, Bellevue-Mairie, Bellevue-Mollies, Les Tuilleries-Gare, Roselière, Valavran, Chânats, Colovrex et Planet.

#### Bateau
Les bateaux du réseau CGN lui procurent un accès par le lac de Genève aux principales villes côtières suisses et françaises.

## Histoire
Collex-Bossy suit, jusqu'en 1815, le destin du Pays de Gex. Anciennement baronnie souveraine, incorporé aux États de Savoie en 1353, puis brièvement annexé par les Bernois en 1536, puis les Genevois en 1589, il est rattaché à la France en 1601 par le Traité de Lyon.
En 1790, il intègre le département de l'Ain.
En 1798, après l'annexion de Genève, il intègre le département du Léman.
En vertu du traité de Paris de 1815, la commune de Collex-Bossy est cédée par la France à la Confédération suisse afin d'être unie au canton de Genève, ce qui est fait le 10 octobre 1816.
La commune de Bellevue est créée le 1er juillet 1855 par le détachement d'une partie de la commune de Collex-Bossy.
La commune est le lieu du Drame de la Pâquerette.

### Préhistoire et antiquité
Des vestiges de station lacustre, découverts au XIXe siècle dans le lac près de l’actuel centre du village, indiquent une occupation humaine depuis l’âge du Bronze ; à cette époque, le niveau du lac était variable et souvent plus bas qu’à présent.
Un four aux Tuileries et un monument funéraire au Vengeron attestent la présence romaine. Une route le long du lac reliait Nyon et Genève.

## Politique et administration
La commune est administrée par un Conseil administratif de trois membres, chacun exerçant la fonction de maire pendant un an à tour de rôle, et un conseil municipal de 19 membres, tous élus pour un mandat de cinq ans.

### Membres du Conseil administratif (législature 2020-2025)
L'exécutif de la commune, entré en fonction le 1er juin 2025, se compose de la façon suivante :
| Identité               | Étiquette | Étiquette | Fonction (Période 2025-2026) | Dicastères |
| ---------------------- | --------- | --------- | ---------------------------- | --- |
| Mylène Schopfer Sandoz |           | PLR       | Maire                        | Manifestations et événements Associations culturelles et sportives Sport, culture et loisirs Sécurité, police, pompiers, Sauvetage (SISL) Espaces extérieurs dont gestion des déchets Aéroport État civil Cimetière Juridique Location de salles (dicastère commun) Communication (dicastère commun) Économie et relations avec les commerces (dicastère commun) |
| Jean-Marc Carrillo     |           | PLR       | Conseiller administratif     | Finances et administration communale Travaux publics Bâtiments Informatique Ports et plages Location de salles (dicastère commun) Communication (dicastère commun) Économie et relations avec les commerces (dicastère commun) |
| Anne Thorel Ruegsegger |           | BdA       | Conseillère administrative   | Social, aînés et jeunesse Santé École et parascolaire Petite enfance Naturalisations Ressources humaines Aménagement Mobilité Développement durable Location de salles (dicastère commun) Communication (dicastère commun) Économie et relations avec les commerces (dicastère commun)                                                                           |

### Conseil municipal (législature 2025-2030)
Lors des élections municipales du 23 mars 2025, le Conseil municipal, composé de 19 membres, est renouvelé et représenté de la façon suivante :
| Parti                              | Voix | Suffrages en % | +/-   | Sièges | +/- |
| ---------------------------------- | ---- | -------------- | ----- | ------ | --- |
| Parti libéral-radical (PLR)        | 406  | 39,25 %        | 0,86  | 8 / 19 | 0   |
| Bellevue d'Avenir (BdA)            | 303  | 29,24 %        | 11,38 | 6 / 19 | 2   |
| Le Centre (LC) - Vert'libéraux     | 127  | 13,35 %        | 13,35 | 2 / 19 | 2   |
| Libertés et Justice sociale (LJS)  | 94   | 9,67 %         | 9,67  | 2 / 19 | 2   |
| Union démocratique du centre (UDC) | 86   | 8,48 %         | 0,84  | 1 / 19 | 0   |

### Liste des maires puis des conseillers administratifs
Entre 1855 et 2011, la commune de Bellevue n'avait pas de Conseil administratif mais seulement des maires et des adjoints élus par la population.
| Période       | Période     | Identité              | Étiquette | Qualité                         |
| ------------- | ----------- | --------------------- | --------- | ------------------------------- |
| 1855          | 1858        | Simon Eggly           |           | Aïeul de Jacques-Simon Eggly    |
| 1858          | 1890        | Henri Saladin         |           |                                 |
| 1890          | 1902        | Charles Rigaud        |           |                                 |
| 1902          | 1904        | Albert Rilliet        |           |                                 |
| 1904          | 1907        | François Borgel-Court |           |                                 |
| 1907          | 1914        | Ernest Rilliet        |           |                                 |
| 1914          | 1922        | Jacques Eggly         |           |                                 |
| 1922          | 1931        | Frédéric Rilliet      |           |                                 |
| 1931          | 1937        | Edmond Odier          |           |                                 |
| 1937          | 1962        | Edmond Racheter       |           |                                 |
| 1962          | 31 mai 1963 | Henry Favre           |           |                                 |
| 1er juin 1963 | 31 mai 1983 | Marcel Neyroud        |           |                                 |
| 1er juin 1983 | 31 mai 1995 | Georges Bouvier       |           |                                 |
| 1er juin 1995 | 31 mai 2007 | Claude Etter          |           |                                 |
| 1er juin 2007 | 31 mai 2011 | Daniel Fabbi          | PLR       | Adjoint au maire de 1999 à 2007 |

Dès 2011, la commune se dote d'un Conseil administratif constitué de trois membres.
| Période           | Période     | Identité                     | Étiquette         | Qualité                                                           |
| ----------------- | ----------- | ---------------------------- | ----------------- | ----------------------------------------------------------------- |
| 1er juin 2011     | 31 mai 2020 | Daniel Fabbi                 | PLR               |                                                                   |
| 1er juin 2011     | 31 mai 2015 | Marcel Beauverd              | PLR               | -Adjoint au maire de 2003 à 2011 -Maire en 2012-2013 et 2014-2015 |
| 1er juin 2011     | 31 mai 2015 | Catherine DuPasquier         | Pro-Bellevue      |                                                                   |
| 1er juin 2015     | 23 mai 2019 | Jean-Daniel Viret            | PLR               |                                                                   |
| 1er juin 2015     | 31 mai 2025 | Bernard Taschini             | PLR               |                                                                   |
| 15 septembre 2019 | 31 mai 2025 | Anne-Catherine Hurny Cabezas | Bellevue d'Avenir |                                                                   |
| 1er juin 2020     | en cours    | Mylène Sandoz Schopfer       | PLR               |                                                                   |
| 1er juin 2025     | en cours    | Jean-Marc Carrillo           | PLR               |                                                                   |
| 1er juin 2025     | en cours    | Anne Thorel Ruegsegger       | Bellevue d'Avenir |                                                                   |

## Population

### Gentilé
Les habitants de la commune se nomment les Bellevistes.

### Démographie

#### Évolution de la population
La commune compte 4 104 habitants au 31 décembre 2023 pour une densité de population de 943 hab/km2. Sur la période 2010-2023, sa population a augmenté de 29,7 % (canton : 14,6 % ; Suisse : 9,4 %).  

#### Pyramide des âges
En 2023, le taux de personnes de moins de 30 ans s'élève à 40,4 %, au-dessus de la valeur cantonale (33,7 %). Le taux de personnes de plus de 60 ans est quant à lui de 16,9 %, alors qu'il est de 22,2 % au niveau cantonal.
La même année, la commune compte 2 050 hommes pour 2 054 femmes, soit un taux de 50 % d'hommes, supérieur à celui du canton (48,3 %).
| Hommes | Classe d’âge | Femmes |
| ------ | ------------ | ------ |
| 0,4    | 90 ans ou +  | 0,3    |
| 4,7    | 75 à 89 ans  | 6,0    |
| 10,5   | 60 à 74 ans  | 11,9   |
| 20,6   | 45 à 59 ans  | 21,4   |
| 21,7   | 30 à 44 ans  | 21,7   |
| 21,7   | 15 à 29 ans  | 19,8   |
| 20,5   | - de 14 ans  | 18,8   |

| Hommes | Classe d’âge | Femmes |
| ------ | ------------ | ------ |
| 0,7    | 90 ans ou +  | 1,5    |
| 6,5    | 75 à 89 ans  | 8,8    |
| 13,0   | 60 à 74 ans  | 13,8   |
| 21,7   | 45 à 59 ans  | 21,5   |
| 22,9   | 30 à 44 ans  | 22,4   |
| 18,6   | 15 à 29 ans  | 17,2   |
| 16,7   | - de 14 ans  | 14,8   |

### Éducation

#### Écoles enfantines et primaires
- Garderie « Les Ticoquins ».
- L'école de Bellevue qui est séparée en 3 bâtiments :
  - Bâtiment « Gitana », le plus récent, construit en 2005 ;
  - Bâtiment « Menuiserie » ;
  - Bâtiment des « Mollies » ;
  - Bâtiment parascolaire « les Aiglons ».

Elle comptait plus de 360 élèves pendant l'année scolaire 2022-2023.
d’élèves de l’enseignement primaire. (voir le rapport du SRED)
Après l'école primaire, les jeunes Bellevistes vont au cycle des Colombières, à Versoix.

#### École privée
- Webster University

## Économie

### Entreprises
- Siège du groupe d'industrie de luxe Richemont.
- Hôtel cinq étoiles « La Réserve ».
- Siège de la banque Lombard Odier.

### Loisirs

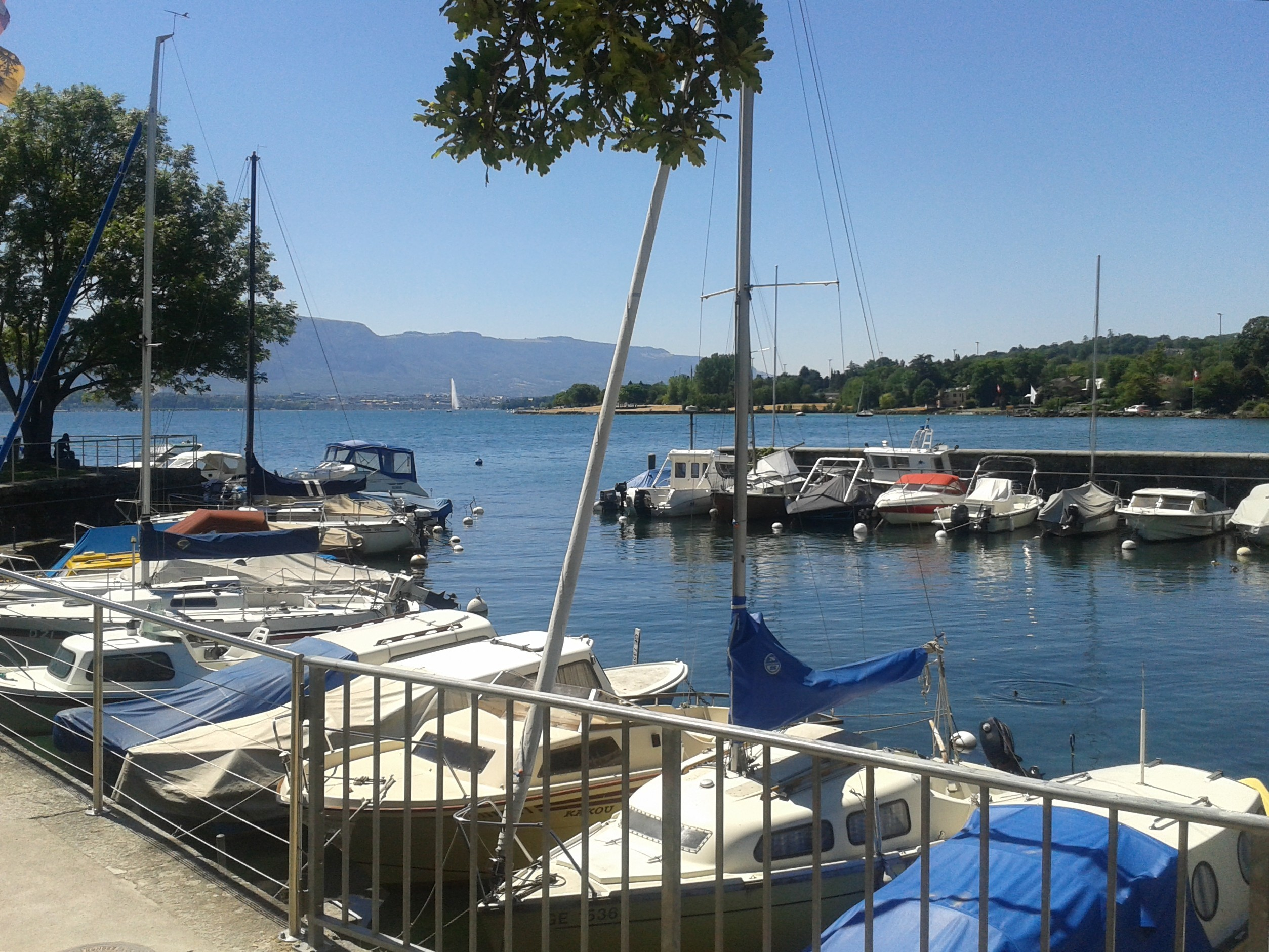
Port Gitana, vue en direction de Genève.

Bellevue possède un centre sportif. On y trouve aussi un restaurant, le Coup de Cœur. À Port Gitana, au bord du lac, il y a un aménagement de calcaire en forme d'amphithéâtre avec dans l'eau, un cercle formant une pataugeoire. On peut s'y baigner.

## Culture et patrimoine

### Héraldique
| Blason | Blasonnement : D'or à trois aiglettes de sable, armées, becquées et lampassées de gueules. Ces armoiries ont été adoptées par le Conseil municipal le 21 novembre 1924. Ce sont celles de la famille Tavel qui posséda aux XIV et XV siècles un domaine au Vengeron. Leurs armoiries figurent sculptées sur la façade de leur maison à la rue du Puits-Saint-Pierre. |